# Gran Premio de Francia de Motociclismo de 1961
El Gran Premio de Francia de Motociclismo de 1961 fue la tercera prueba de la temporada 1961 del Campeonato Mundial de Motociclismo. El Gran Premio se disputó el 21 de mayo de 1961 en el Circuito Clermont Ferrand.

## Resultados 500cc
El Gran Premio de 500cc de Francia perdió una gran cantidad de participantes regulares porque no recibirían mucho dinero inicial sin la presencia de la carrera de 350cc. Como se esperaba, Gary Hocking ganó por Mike Hailwood, pero varios pilotos desconocidos anotaron puntos, como el francés Antoine Paba, que terminó tercero, debutando Gyula Marsovszky, Fritz Messerli y Roland Föll.
| Pos. | Piloto               | Moto      | Tiempo       | Pts. |
| ---- | -------------------- | --------- | ------------ | ---- |
| 1    | Gary Hocking         | MV Privat | 1h 04' 26" 6 | 8    |
| 2    | Mike Hailwood        | Norton    | +1' 19" 7    | 6    |
| 3    | Antoine Paba         | Norton    | +1 Vuelta    | 4    |
| 4    | Gyula Marsovszky     | Matchless | +1 Vuelta    | 3    |
| 5    | Fritz Messerli       | Matchless | +1 Vuelta    | 2    |
| 6    | Roland Föll          | Matchless | +1 Vuelta    | 1    |
| 7    | Raphaël Orinel       | Norton    | +2 Vueltas   |      |
| 8    | Luigi Bernagozzi     | Norton    |              |      |
| 9    | René Goetz           | BSA       |              |      |
| 10   | Georges Cony         | Norton    |              |      |
| 11   | Jacques Insermini    | Norton    |              |      |
| 12   | Bruno Hofmann        | Norton    |              |      |
| Ret  | Pierre James         | Norton    | Ret          |      |
| Ret  | Bror-Erland Carlsson | Matchless | Ret          |      |
| Ret  | Hans Pesl            | Norton    | Ret          |      |
|      | Fuente:              |           |              |      |

## Resultados 250cc
Por segunda vez consecutiva, Gary Hocking se retiró con su MV Agusta 250 Bicilindrica y no tenía compañero en Honda RC 162. Esta vez, Tom Phillis ganó por delante de los privados Mike Hailwood y Kunimitsu Takahashi. La Yamaha no causó mucha impresión. El hombre más rápido fue Fumio Ito fue montado a una vuelta.
| Pos. | Piloto              | Moto        | Tiempo       | Pts. |
| ---- | ------------------- | ----------- | ------------ | ---- |
| 1    | Tom Phillis         | Honda       | 1h 00' 00" 2 | 8    |
| 2    | Mike Hailwood       | Honda       | +30" 3       | 6    |
| 3    | Kunimitsu Takahashi | Honda       | +1' 01" 8    | 4    |
| 4    | Tarquinio Provini   | Moto Morini | +1' 15" 2    | 3    |
| 5    | Silvio Grassetti    | Benelli     | +1' 52" 5    | 2    |
| 6    | Jim Redman          | Honda       | +2' 24" 7    | 1    |
| 7    | Alan Shepherd       | MZ          |              |      |
| 8    | Fumio Itō           | Yamaha      | +1 Vuelta    |      |
| 9    | Marcelin Herranz    | Moto Morini | +2 Vueltas   |      |
| 10   | Tansharu Noguchi    | Yamaha      | +2 Vueltas   |      |
| 11   | Raphael Orinel      | NSU         | +2 Vueltas   |      |
| 12   | Eric Offenstadt     | Aermacchi   | +2 Vueltas   |      |
| 13   | René Barone         | Ducati      | +2 Vueltas   |      |
| DNS  | Bruno Spaggiari     | Benelli     | DNS          |      |
| Ret  | Gary Hocking        | MV Privat   | Ret          |      |
| Ret  | Paddy Driver        | Suzuki      | Ret          |      |
| Ret  | Benjamin Savoye     | Mondial     | Ret          |      |
| Ret  | Olof Svenson        | Ducati      | Ret          |      |

## Resultados 125cc
Nuevamente Kunimitsu Takahashi ganó la carrera de 125cc y Jim Redman terminó segundo. Tommy Robb y Luigi Taveri terminaron en el mismo minuto, pero Ernst Degner llegó con su Suzuki RT 62 3 minutos y medio después del ganador.
| Pos. | Piloto              | Moto       | Tiempo     | Pts. |
| ---- | ------------------- | ---------- | ---------- | ---- |
| 1    | Tom Phillis         | Honda      | 55' 41" 2  | 8    |
| 2    | Ernst Degner        | MZ         | +0" 2      | 6    |
| 3    | Jim Redman          | Honda      | +1' 02" 6  | 4    |
| 4    | Mike Hailwood       | EMC        | +1' 12" 1  | 3    |
| 5    | Luigi Taveri        | Honda      | +1' 46" 1  | 2    |
| 6    | Kunimitsu Takahashi | Honda      | +1 Vuelta  | 1    |
| 7    | Ulf Svensson        | Ducati     | +1 Vuelta  |      |
| 8    | Tansharu Noguchi    | Yamaha     | +1 Vuelta  |      |
| 9    | Benjamin Savoye     | FB Mondial | +2 Vueltas |      |
| 10   | René Barone         | MV Agusta  | +2 Vueltas |      |
| 11   | Pierre Landereau    | Ducati     | +2 Vueltas |      |
| DNS  | Pol Forterre        | MV Agusta  | DNS        |      |
| Ret  | Jacques Gaida       | Paton      | Ret        |      |
| Ret  | Alan Shepherd       | MZ         | Ret        |      |
| Ret  | Rex Avery           | EMC        | Ret        |      |
| Ret  | Paddy Driver        | Suzuki     | Ret        |      |
| Ret  | Fumio Ito           | Yamaha     | Ret        |      |
| Ret  | Jean Touzalin       | MV Agusta  | Ret        |      |
|      | Fuente:             |            |            |      |